# Facundo Callejo
Facundo Callejo (Tandil, Provincia de Buenos Aires, Argentina, 2 de julio de 1992) es un jugador de fútbol argentino. Juega de delantero y su equipo actual es el Cusco F. C. de la Primera División del Perú.

## Trayectoria
Se inició en Santamarina de Tandil.

### Colón de Santa Fe
El 2010 paso a Colón de Santa Fe para jugar en inferiores. El 27 de abril de 2013 debutó en primera ingresando a los 18 minutos del segundo tiempo en una victoria del sabalero sobre Arsenal de Sarandí. Compartió la delantera con Lucas Alario y Emmanuel Gigliotti.
En enero de 2014, a los de 21 años, Callejo se incorporó a Gimnasia de Jujuy, equipo dirigido por Mario Sciacqua. Tuvo una brillante actuación, convirtiendo 9 goles en 21 partidos, logrando una campaña histórica con el equipo de 37 puntos en torneos cortos y ayudando a Gimnasia de Jujuy a mantener la categoría, derrotando por 3-1 a Aldosivi con un gol de él. Regresa a Colón y logra el ascenso a la Primera División de la mano de Diego Osella, con el club que lo hizo debutar.
Es cedido a préstamo nuevamente con opción a compra a Liga de Loja en Ecuador, al equipo del huevo Julio César Toresani, que lo conocía previamente.
Luego de una muy buena temporada, convirtiendo 5 goles regresa a Colón de Santa Fe, club con el que mantenía un contrato vigente, consiguiendo mantener la categoría e ingresar a la Liguilla Pre Sudamericana.
Nuevamente a préstamo, Callejo llegó al Club Atlético Patronato de la Juventud Católica y en el año 2016 arribó al Club y Biblioteca Ramón Santamarina.
Luego de un año en su ciudad natal, Callejo llegó a Carabobo Fútbol Club. No jugó la Copa Libertadores 2018, porque su equipo fue eliminado por el Club Guaraní de Paraguay. Antes de que pudiera recuperarse de una lesión que le impidió jugar hasta marzo, regresó a Argentina donde vistió las camisetas de Gimnasia de Jujuy y All Boys.
En 2023 regresó a Ecuador para jugar en el Club Deportivo Macará, equipo que disputó esa temporada la Serie B de Ecuador. Consiguiendo así el ascenso a la primera división del fútbol ecuatoriano, y logrando ser el máximo goleador no solo de la Serie B sino también superando al máximo marcador de la Serie A, con 18 tantos.
Luego de negociar su renovación, Callejo no aceptó quedarse en Ecuador, aceptando una oferta del fútbol boliviano. A inicios del 2024 ficha por Nacional Potosí para afrontar la Copa Sudamericana 2024.
A mediados del 2024 rescinde su contrato con Nacional Potosí para fichar por S.D Aucas por toda una temporada. Luego de no cumplir con las expectativas a final de año queda como jugador libre.
A inicios del 2025 ficha por Cusco FC para afrontar la Liga 1 2025 y Copa Sudamericana 2025, llega en reemplazo de Luis Ramos que fue fichado por América de Cali.

## Estadísticas

### Clubes
Actualizado al último partido disputado el 17 de agosto de 2025.
| Equipo                      | Div.                | Temporada           | Liga  | Liga  | Liga   | Copas nacionales | Copas nacionales | Copas nacionales | Copas internacionales | Copas internacionales | Copas internacionales | Otros | Otros | Otros  | Total | Total | Total  |
| Equipo                      | Div.                | Temporada           | Part. | Goles | Asist. | Part.            | Goles            | Asist.           | Part.                 | Goles                 | Asist.                | Part. | Goles | Asist. | Part. | Goles | Asist. |
| --------------------------- | ------------------- | ------------------- | ----- | ----- | ------ | ---------------- | ---------------- | ---------------- | --------------------- | --------------------- | --------------------- | ----- | ----- | ------ | ----- | ----- | ------ |
| Colón Argentina             | 1.ª                 | 2012-13             | 1     | 0     | 0      | —                | —                | —                | —                     | —                     | —                     | —     | —     | —      | 1     | 0     | 0      |
| Colón Argentina             | 1.ª                 | 2013-14             | 1     | 0     | 0      | —                | —                | —                | —                     | —                     | —                     | —     | —     | —      | 1     | 0     | 0      |
| Colón Argentina             | 2.ª                 | 2014                | 7     | 1     | 2      | 2                | 1                | 0                | —                     | —                     | —                     | —     | —     | —      | 9     | 2     | 2      |
| Colón Argentina             | 1.ª                 | 2015                | 3     | 0     | 0      | —                | —                | —                | —                     | —                     | —                     | 3     | 1     | 0      | 6     | 1     | 0      |
| Colón Argentina             | 1.ª                 | 2016                | 0     | 0     | 0      | —                | —                | —                | —                     | —                     | —                     | —     | —     | —      | 0     | 0     | 0      |
| Colón Argentina             | Total club          | Total club          | 12    | 1     | 2      | 2                | 1                | 0                | 0                     | 0                     | 0                     | 3     | 1     | 0      | 17    | 3     | 2      |
| Gimnasia (J) Argentina      | 2.ª                 | 2013-14             | 21    | 9     | 3      | —                | —                | —                | —                     | —                     | —                     | —     | —     | —      | 21    | 9     | 3      |
| Gimnasia (J) Argentina      | 2.ª                 | 2018-19             | 11    | 0     | 0      | —                | —                | —                | —                     | —                     | —                     | —     | —     | —      | 11    | 0     | 0      |
| Liga de Loja · Ecuador      | 1.ª                 | 2015                | 17    | 5     | 2      | —                | —                | —                | —                     | —                     | —                     | —     | —     | —      | 17    | 5     | 2      |
| Liga de Loja · Ecuador      | Total club          | Total club          | 17    | 5     | 2      | 0                | 0                | 0                | 0                     | 0                     | 0                     | 0     | 0     | 0      | 17    | 5     | 2      |
| Patronato Argentina         | 1.ª                 | 2016                | 2     | 0     | 0      | 0                | 0                | 0                | —                     | —                     | —                     | —     | —     | —      | 2     | 0     | 0      |
| Patronato Argentina         | 1.ª                 | 2016-17             | 0     | 0     | 0      | —                | —                | —                | —                     | —                     | —                     | —     | —     | —      | 0     | 0     | 0      |
| Patronato Argentina         | Total club          | Total club          | 2     | 0     | 0      | 0                | 0                | 0                | 0                     | 0                     | 0                     | 0     | 0     | 0      | 2     | 0     | 0      |
| Ramón Santamarina Argentina | 2.ª                 | 2016-17             | 25    | 2     | 0      | 1                | 0                | 0                | —                     | —                     | —                     | —     | —     | —      | 26    | 2     | 0      |
| Ramón Santamarina Argentina | Total club          | Total club          | 25    | 2     | 0      | 1                | 0                | 0                | 0                     | 0                     | 0                     | 0     | 0     | 0      | 26    | 2     | 0      |
| Carabobo F. C. · Venezuela  | 1.ª                 | 2018                | 8     | 1     | 1      | —                | —                | —                | —                     | —                     | —                     | —     | —     | —      | 8     | 1     | 1      |
| Carabobo F. C. · Venezuela  | Total club          | Total club          | 8     | 1     | 1      | 0                | 0                | 0                | 0                     | 0                     | 0                     | 0     | 0     | 0      | 8     | 1     | 1      |
| Gimnasia (J) Argentina      | 2.ª                 | 2018-19             | 14    | 1     | 0      | 1                | 0                | 0                | —                     | —                     | —                     | —     | —     | —      | 15    | 1     | 0      |
| Gimnasia (J) Argentina      | Total club          | Total club          | 46    | 10    | 3      | 1                | 0                | 0                | 0                     | 0                     | 0                     | 0     | 0     | 0      | 47    | 10    | 3      |
| All Boys Argentina          | 2.ª                 | 2019-20             | 12    | 1     | 0      | 1                | 0                | 0                | —                     | —                     | —                     | —     | —     | —      | 13    | 1     | 0      |
| All Boys Argentina          | Total club          | Total club          | 12    | 1     | 0      | 1                | 0                | 0                | 0                     | 0                     | 0                     | 0     | 0     | 0      | 13    | 1     | 0      |
| Temperley Argentina         | 2.ª                 | 2020                | 0     | 0     | 0      | 1                | 0                | 0                | —                     | —                     | —                     | —     | —     | —      | 1     | 0     | 0      |
| Temperley Argentina         | 2.ª                 | 2021                | 11    | 1     | 1      | 0                | 0                | 0                | —                     | —                     | —                     | —     | —     | —      | 11    | 1     | 1      |
| Temperley Argentina         | 2.ª                 | 2022                | 30    | 5     | 5      | 0                | 0                | 0                | —                     | —                     | —                     | —     | —     | —      | 30    | 5     | 5      |
| Temperley Argentina         | Total club          | Total club          | 41    | 6     | 6      | 1                | 0                | 0                | 0                     | 0                     | 0                     | 0     | 0     | 0      | 42    | 6     | 6      |
| Macará · Ecuador            | 2.ª                 | 2023                | 34    | 18    | 0      | 0                | 0                | 0                | —                     | —                     | —                     | —     | —     | —      | 34    | 18    | 0      |
| Macará · Ecuador            | Total club          | Total club          | 34    | 18    | 0      | 0                | 0                | 0                | 0                     | 0                     | 0                     | 0     | 0     | 0      | 34    | 18    | 0      |
| Nacional Potosí · Bolivia   | 1.ª                 | 2024                | 12    | 4     | 2      | —                | —                | —                | 6                     | 2                     | 0                     | —     | —     | —      | 18    | 6     | 2      |
| Nacional Potosí · Bolivia   | Total club          | Total club          | 12    | 4     | 2      | 0                | 0                | 0                | 6                     | 2                     | 0                     | 0     | 0     | 0      | 18    | 6     | 2      |
| S. D. Aucas · Ecuador       | 1.ª                 | 2024                | 14    | 3     | 0      | 1                | 0                | 0                | —                     | —                     | —                     | —     | —     | —      | 15    | 3     | 0      |
| S. D. Aucas · Ecuador       | Total club          | Total club          | 14    | 3     | 0      | 1                | 0                | 0                | 0                     | 0                     | 0                     | 0     | 0     | 0      | 15    | 3     | 0      |
| Cusco F. C. · Perú          | 1.ª                 | 2025                | 22    | 18    | 2      | —                | —                | —                | —                     | —                     | —                     | —     | —     | —      | 22    | 18    | 2      |
| Cusco F. C. · Perú          | Total club          | Total club          | 22    | 18    | 2      | 0                | 0                | 0                | 0                     | 0                     | 0                     | 0     | 0     | 0      | 22    | 18    | 2      |
| Total en su carrera         | Total en su carrera | Total en su carrera | 245   | 69    | 18     | 7                | 1                | 0                | 6                     | 2                     | 0                     | 3     | 1     | 0      | 261   | 73    | 18     |
| 1. 2. 3.                    |                     |                     |       |       |        |                  |                  |                  |                       |                       |                       |       |       |        |       |       |        |

## Palmarés

### Campeonatos nacionales
| Título             | Club   | País      | Año     |
| ------------------ | ------ | --------- | ------- |
| Torneo de Reserva  | Colón  | Argentina | 2012-13 |
| Serie B de Ecuador | Macará | Ecuador   | 2023    |